# Phoenix Technologies
Phoenix Technologies ist ein US-amerikanischer Hersteller von BIOS-Software.

## Geschichte
Im Jahre 1979 gründete Neil Colvin das Unternehmen Phoenix Software Associates. Zusammen mit Dave Hirschmann mietete er von 1980 bis 1981 einen Büroraum für den ersten Unternehmenssitz von Phoenix an.
In diesem Zeitraum kaufte Phoenix eine nicht-exklusive Lizenz für 86-DOS von Seattle Computer Products. Phoenix entwickelte angepasste Versionen von QDOS (manchmal PDOS, für Phoenix DOS, genannt) für verschiedene Mikroprozessor-Plattformen. Des Weiteren entwickelte Phoenix Bibliotheken für die Programmiersprache C weiter, die PForCe genannt wurden. Diese Produkte boten lediglich ein kleines Einkommen für Phoenix während der 1980er Jahre. Das Unternehmen wuchs in dieser Zeit kaum.

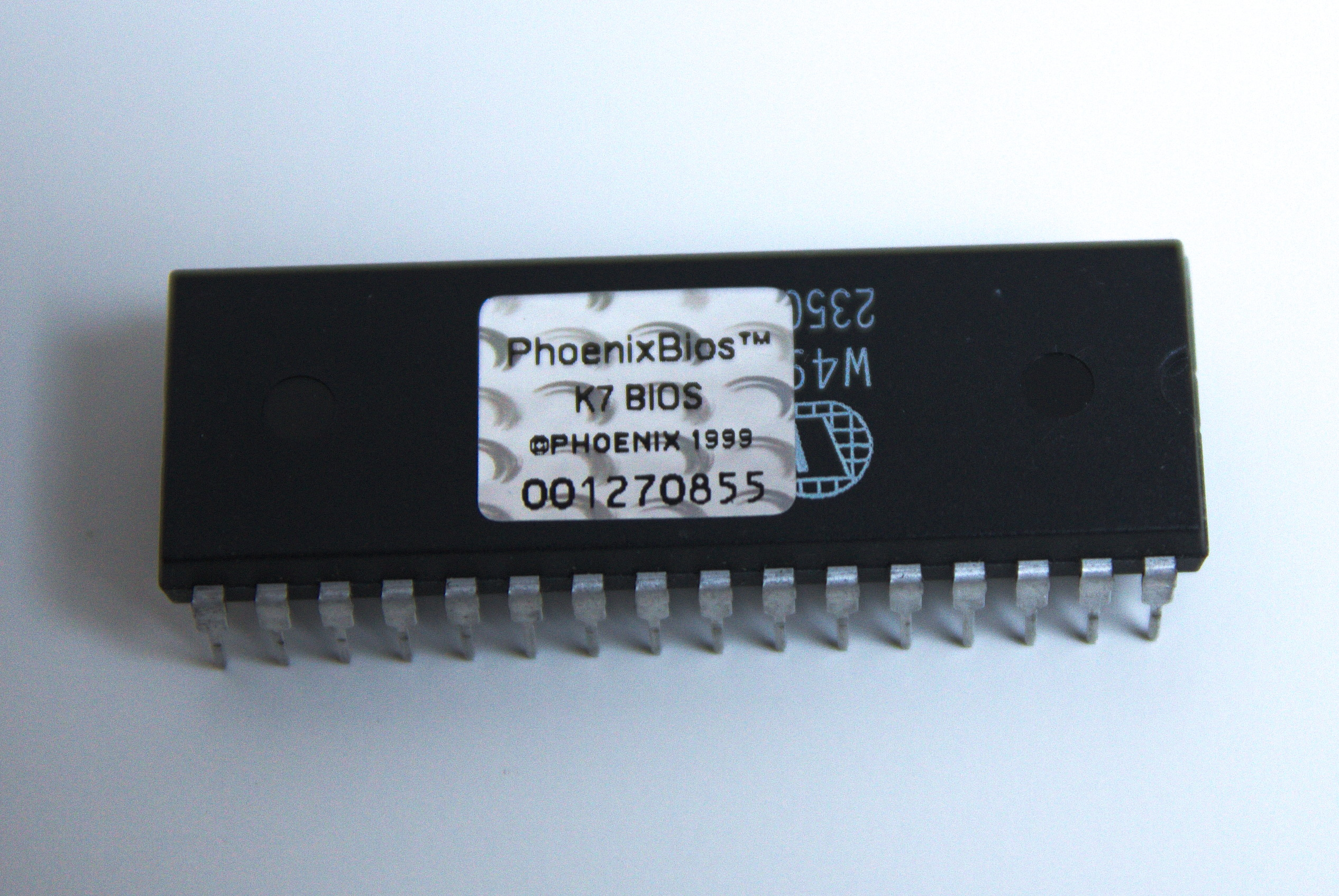
Phoenix Bios, 1999

Mit dem Erfolg des IBM-PCs im Jahre 1983 entschied sich Phoenix, ein zum IBM-PC kompatibles ROM-BIOS herzustellen. Ein lizenzierbares ROM-BIOS würde es PC-Herstellern ermöglichen, ihre PCs zu 100 % kompatibel zum IBM PC zu bauen und alle dafür verfügbaren Anwendungen auszuführen. Da IBM das Urheberrecht am BIOS des IBM-PC besaß – und jeden verklagte, der es kopierte, um seinen PC kompatibel zu machen – brauchte Phoenix eine Strategie, um sich in einem absehbaren Rechtsstreit verteidigen zu können. Kurz gesagt, die Programmierer des Phoenix-BIOS durften zu keinem Zeitpunkt mit dem Quellcode des IBM-BIOS in Berührung gekommen (kontaminiert worden) sein, um einen rechtlich einwandfreien Nachbau herstellen zu können.
Die Arbeit an dieser Cleanroom-Implementierung erfolgte daher in zwei getrennten Teams: Das eine, kontaminierte Team erstellte im Reverse Engineering anhand des Original-BIOS die Spezifikationen für die BIOS-APIs und stellte diese dann dem anderen, sauberen Team zur Verfügung, das auf deren Grundlage das Phoenix-BIOS entwickelte. Aufgrund der Tatsache, dass Programmierer, welche den Phoenix-Code schrieben, niemals IBM-Programmcode gelesen hatten, war ausgeschlossen, dass IBM-Code ins Phoenix-BIOS eingeflossen war, egal wie ähnlich die beiden Programme im Endeffekt aussahen. Das erste Phoenix-BIOS wurde im Mai 1984 vorgestellt und trug zum Wachstum der PC-Industrie bei.
Die Verfügbarkeit eines IBM-PC-kompatiblen ROM-BIOS trug zum 70-prozentigen Wachstum der Verkäufe bei. Phoenix entwickelte außerdem das BIOS für das IBM Personal System/2, eingeschlossen das ABIOS und das EISA-kompatible BIOS in den Jahren 1988 bis 1989. 1987 begann Phoenix mit den ersten Wachstumszyklen. Phoenix erwarb die Unternehmen Softstyle Inc und Softset Inc und begann mit der Emulation einer Drucker-Serie und eine Phoenix-Veröffentlichungsabteilung. Des Weiteren verdreifachte Phoenix von Ende 1986 bis 1989 die Anzahl der Angestellten.

### Expansion in den 1990er Jahren
Um 1992 war Phoenix finanzstark genug, um eine weitere Expansion und einen erneuten Wachstumszyklus zu starten. 1992 erwarb Phoenix Quadtel, einen führenden BIOS-Anbieter. Der Quadtel-BIOS-Code war neuer als die Phoenix-ROM-BIOS-Codebasis. Deshalb wurde der Entwicklungsschwerpunkt auf die Quadtel-Produkte gelegt. Es wurde in PhoenixBIOS umbenannt. Die originale ROM-BIOS-Codebasis wurde als eine Entwicklungsschnittstelle benutzt, allerdings entwickelte Phoenix den Original-Code nicht mehr weiter.
Weiter expandierte Phoenix seine Präsenz in fremden Märkten. 1993 erwarb Phoenix SRI KK, einen Phoenix-Händler, und bildete das japanische Phoenix-KK-Tochterunternehmen. Außerdem expandierten die Büros in Taipei und Europa in ihrer Größe. 1996 erwarb Phoenix das Unternehmen Virtual Chips, ein Hersteller von Kernen für Peripheriegeräte.
1998 fusionierte Phoenix mit Award Software, einem der führenden Hersteller für IBM-PC-BIOS’.

### Konsolidierung 2001

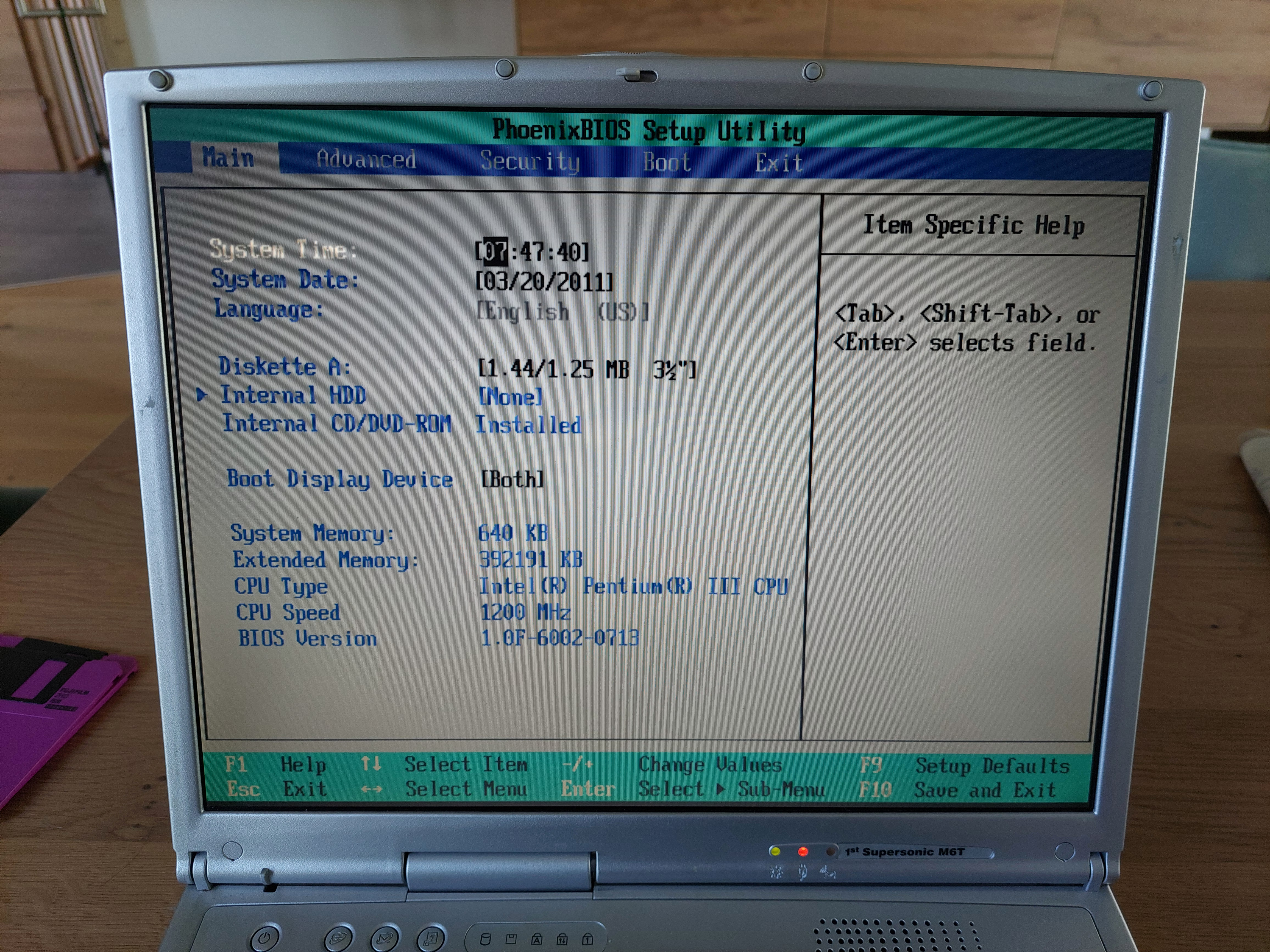
PhoenixBIOS auf einem Laptop der frühen 2000er Jahre

Phoenix wuchs stetig von Ende 1990 und erfuhr ein signifikantes Wachstum der Einnahmen durch den Y2K-Bug. Allerdings erfuhr die Computerindustrie einen weiteren Abschwung Mitte 2001, was Phoenix zwang, die weniger profitablen Produktlinien einzuschränken. Phoenix fokussierte für die nächsten Jahre wieder das BIOS-Geschäft.

### Expansion 2003
Zwischen Ende 2002 und 2003 begann Phoenix, spezialisierte Anwendungen zu entwickeln, die auf Firmware basierten. Diese Anwendungen hatten oft Komponenten, die in das BIOS eingebettet waren, was diesen die Möglichkeit bot, in einem beschädigten PC zu arbeiten. Diese eingebundenen Sicherheitsanwendungen dienten zum Verstecken von Passwörtern und zur Authentifizierung, als PC-Backup und Wiederherstellungsprogramme und Diagnoseprogramme.
Das PC-BIOS-Geschäft verlief gleichmäßig, aber langsam, trotzdem fiel der Aktienpreis sehr stark.

### Konsolidierung 2006
Ende 2005 wurde klar, dass die BIOS-Einkünfte die Verluste aus dem Anwendungssektor nicht decken konnten. Der Kapitalfluss durch Einkommen war großteils durch voll bezahlte Lizenzen fremdfinanziert. Von Beginn 2006 an war dieses Modell allerdings nicht länger rentabel. Phoenix kündigte die größten Verluste in der Unternehmensgeschichte an und führte einen weiteren Konsolidierungskreislauf fort. Einige Büros wurden geschlossen und über 70 % der Mitarbeiter entlassen. Ende 2006, nach Veränderungen des Führungsstabs, fokussierte sich das Unternehmen wieder auf das BIOS-Geschäft und die wenigen potenziell gewinnbringenden Anwendungen.
Im November 2010 übernahm Marlin Equity Partners die Phoenix Technologies. Im Zuge der Übernahme wurde das Unternehmen von der Börse genommen.